# Jake Shepherd
Jake Shepherd (1990) is een golfprofessional uit Londen, Engeland.
Shepherd werd in januari 2011 professional en speelde een aantal toernooien op de Hooters Tour voordat hij naar de Emiraten vertrok. Daar speelde hij na de zomer de toernooien van de nieuwe MENA Tour. Hij won het laatste toernooi, het Tour Championship op de  Al Ain Shooting, Golf and Equestrian Club door in play-off tegen Sean McNamara een birdie op de eerste extra hole te maken. Hij won ook de MENA Order of Merit.

## Gewonnen
- 2011: MENA Tour Championship (-12) in Marokko

## Trivia
De MENA Tour werd door de Shaikh Maktoum Golf Foundation opgericht in 2011, en organiseert toernooien in de Verenigde Arabische Emiraten. Het spelersveld bestaat bij elk toernooi uit 100 spelers (60 professionals en 40 amateurs). De 54-holes toernooien worden gespeeld in de periode september-november en hebben US$ 30.000 prijzengeld. Het laatste toernooi is het Tour Championship met US$ 50.000 prijzengeld.